# Marcelo Médici
Marcelo Médici (São Paulo, 6 de janeiro de 1972) é um ator e humorista brasileiro.

## Carreira
O ator, autor e diretor Marcelo Médici teve parte de sua formação no CPT (Centro de Pesquisas Teatrais), dirigido por Antunes Filho, e no Teatro Escola Célia Helena. Participou de mais de 25 espetáculos teatrais, dentre os quais trabalhou com Bibi Ferreira, Marília Pêra, Charles Möeller, Jorge Takla, Gerald Thomas e outros. Marcou presença no primeiro elenco do espetáculo Terça Insana, quando criou mais de quinze personagens. Com o personagem Sanderson, ganhou o Prêmio Multishow de Humor, de Stand-up Comedy. Dirigiu os espetáculos Enquanto Não Fazemos Novela  de Ricardo Rathsam, e A Noviça Mais Rebelde com Wilson de Santos. É também autor e produtor da comédia Cada Um com Seus Pobrema, grande sucesso de público e crítica, permanecendo mais de 14 anos em cartaz.
Na televisão, seu primeiro trabalho foi na série infantil A Turma do Arrepio exibida pela Rede Manchete. Atuou como açougueiro gago Fladson na novela Belíssima, Mimi de Passione, ambas do autor Silvio de Abreu. Fez o personagem Tuta Tavares em "O Canto da Sereia". E Joel de Joia Rara. No cinema, esteve no elenco do filme Getúlio. Em 2014, fez a novela Alto Astral e no teatro a comédia Cada Dois Com Seus Pobrema. Em 2016, atuou na novela da Rede Globo, Haja Coração. Atualmente pode ser visto no programa Vai Que Cola, do Multishow com seu personagem Sanderson, e a partir de abril de 2019 na novela das 18h da Rede Globo: Órfãos da Terra, de Duca Rachid e Thelma Guedes.

## Filmografia

### Televisão
| Ano             | Título                       | Personagem                    | Notas                                         |
| --------------- | ---------------------------- | ----------------------------- | --------------------------------------------- |
| 1995            | A Turma do Arrepio           | Epitáfio                      |                                               |
| 1997            | Olho da Terra                | Marco Vidal                   |                                               |
| 1998            | Prêmio Multishow de Humor    | Participante (Vencedor)       |                                               |
| 1999–2003; 2021 | A Praça É Nossa              | Zóinho                        |                                               |
| 2003            | Canavial de Paixões          | Osvaldo Dias                  |                                               |
| 2004            | Meu Cunhado                  | Chicago Olavo                 | Episódio: "Chicago Chicago"                   |
| 2004            | Sob Nova Direção             | Lucas                         | Episódio: "As Garotas do Adeus"               |
| 2004            | A Diarista                   | Élcio                         | Episódio: "Emergente como a Gente"            |
| 2004            | Fazendo História             | Vários personagens            |                                               |
| 2005            | Belíssima                    | Fladson Rodrigues             |                                               |
| 2007            | Sete Pecados                 | Antero Silvano / Zizi         |                                               |
| 2008            | Casos e Acasos               | Téo                           | Episódio: "A Escolha, a Operação"             |
| 2008            | Casos e Acasos               | Gustavo                       | Episódio: "A Nova Namorada, o Chefe"          |
| 2008            | Casos e Acasos               | Roberto                       | Episódio: "A Vaga, a Entrevista"              |
| 2008            | Casos e Acasos               | Tomás                         | Episódio: "O Celular, a Viagem"               |
| 2010            | Passione                     | Mimi Melatto                  |                                               |
| 2011            | Aline                        | Elvis (voz)                   | Episódio: "Aline e Eu"                        |
| 2013            | O Canto da Sereia            | Artur Tavares (Tuta)          |                                               |
| 2013            | Junto & Misturado            | Marcelo                       | Temporada 2                                   |
| 2013            | Joia Rara                    | Joel                          |                                               |
| 2014            | Alto Astral                  | Dr. Castilho                  |                                               |
| 2014–presente   | Vai que Cola                 | Sanderson                     |                                               |
| 2016            | Haja Coração                 | Agílson Abdala Varella (Gigi) |                                               |
| 2017            | Tá no Ar: a TV na TV         | Seu Belzebu                   | Episódio: "21 de abril" Episódio: "4 de maio" |
| 2019            | Órfãos da Terra              | Abner Blum                    |                                               |
| 2022            | Nóis na Firma                | Júnior Filho                  |                                               |
| 2022            | Nada Suspeitos               | Charles                       |                                               |
| 2022            | Encantado's                  | Fiscal Carlos                 | Episódio: "O Fiscal tem Sempre Razão"         |
| 2024            | Família É Tudo               | Ubaiara / Youssef / Pierre    |                                               |
| 2024            | Cazalbé, O Herdeiro da Graça | Ele mesmo                     | Série documental                              |

### Cinema
| Ano  | Título                    | Personagem       |
| ---- | ------------------------- | ---------------- |
| 2014 | Getúlio                   | Lutero Vargas    |
| 2019 | Vai que Cola 2 – O Começo | Sanderson        |
| 2021 | Pai em Dobro              | Giovanne         |
| 2024 | Missão Porto Seguro       | Silvio Quintella |

## Teatro
| Ano         | Título                                 | Personagem         |
| ----------- | -------------------------------------- | ------------------ |
| 1990        | O Mundo das Cores                      |                    |
| 1991        | Saló, Salomé                           |                    |
| 1991        | Terezinha de Jesus                     |                    |
| 1993        | Seis Graus de Separação                | Woody Kittredge    |
| 1993        | Laranja Mecânica                       |                    |
| 1993–95     | Teatro de Terror                       | Vários personagens |
| 1996        | Uma Dama e Um Vagabundo                | Lord Cocker        |
| 1996        | Rê Bordosa                             |                    |
| 1997        | Eu Era Tudo pra Ela e Ela me Deixou    |                    |
| 1997        | Um Certo Faroeste Caboclo              | Pablo              |
| 1998        | Clarão nas Estrelas                    |                    |
| 1999        | A Rainha da Beleza de Leenane          | Ray Dooley         |
| 1999        | O País das Letras                      |                    |
| 2000        | Airfly                                 | Jhonson            |
| 2000        | Amídalas                               | Amídala            |
| 2001        | Esperando Beckett                      | Mr. Smith          |
| 2001        | Pobre Super-Homem                      | Shannon            |
| 2002–04     | Terça Insana                           | Vários personagens |
| 2003        | O Horário de Visita                    | Pedro              |
| 2004        | O Mistério de Gioconda                 | François Du Vant   |
| 2004–2025   | Cada Um com Seus Pobrema               | Vários personagens |
| 2006        | Sweet Charity                          | Oscar Lindquist    |
| 2008        | O Mistério de Irma Vap                 | Lady Enid / Outros |
| 2011–12     | Eu Era Tudo Pra Ela... E Ela Me Deixou | Vários personagens |
| 2014–16     | Cada 2 Com Seus Pobrema                | Vários personagens |
| 2016–17     | The Rocky Horror Show                  | Dr. Frank N'Furter |
| 2017        | Se Meu Apartamento Falasse             | Chuck Baxter       |
| 2018 - 2019 | Teatro Para Quem Não Gosta             | Vários Personagens |
| 2023        | Wicked                                 | O Mágico de Oz     |

## Parte técnica
| Ano       | Título                      | Cargo                |
| --------- | --------------------------- | -------------------- |
| 2003      | Enquanto Não Fazemos Novela | Diretor              |
| 2004–2025 | Cada Um com Seus Pobrema    | Autor / Produtor     |
| 2009      | A Noviça Mais Rebelde       | Supervisão artística |
| 2014      | Cada Dois Com Seus Pobrema  | Autor/ Produtor      |
| 2018      | Teatro Para Quem Não Gosta  | Diretor / Autor      |

## Prêmios e indicações
| Ano  | Prêmio                                     | Categoria               | Trabalho                   | Resultado | Ref    |
| ---- | ------------------------------------------ | ----------------------- | -------------------------- | --------- | ------ |
| 1998 | Prêmio Multishow do Humor                  | Melhor Stand Up Comedy  | Personagem Sanderson       | Venceu    |        |
| 2006 | Prêmio Qualidade Brasil                    | Melhor Ator Revelação   | Belíssima                  | Venceu    |        |
| 2006 | Prêmio Contigo! de TV                      | Melhor Ator Revelação   | Belíssima                  | Indicado  |        |
| 2008 | Prêmio Shell                               | Melhor Ator             | O Mistério de Irma Vap     | Indicado  | [ 16 ] |
| 2008 | Prêmio Qualidade Brasil                    | Melhor Ator Comédia     | O Mistério de Irma Vap     | Venceu    |        |
| 2008 | Prêmio Paulistanos do Ano                  | Melhor Ator             | O Mistério de Irma Vap     | Venceu    | [ 17 ] |
| 2008 | Personalidade Teatral do Ano Revista Istoé | Teatro                  | Ele mesmo                  | Venceu    |        |
| 2014 | Prêmio Qualidade Brasil                    | Melhor Ator Comédia     | Cada Dois com Seus Pobrema | Venceu    | [ 18 ] |
| 2016 | Prêmio Quem de Televisão                   | Melhor Ator Coadjuvante | Haja Coração               | Indicado  | [ 19 ] |
| 2017 | Prêmio Bibi Ferreira                       | Melhor Ator             | Rocky Horror Show          | Indicado  | [ 20 ] |
| 2017 | Prêmio Musical Cast                        | Melhor Ator             | Rocky Horror Show          | Indicado  | [ 21 ] |
| 2017 | Prêmio Reverência                          | Melhor Ator             | Rocky Horror Show          | Indicado  | [ 22 ] |
| 2018 | Prêmio Bibi Ferreira                       | Melhor Ator             | Se Meu Apartamento Falasse | Indicado  |        |
| 2018 | Prêmio Risadaria                           | Melhor Peça             | Cada Um Com Seus Pobrema   | Venceu    |        |
| 2018 | Prêmio Reverência                          | Melhor Ator             | Se Meu Apartamento Falasse | Indicado  |        |
| 2019 | Prêmio do Humor                            | Melhor Peça             | Teatro Para Quem Não Gosta | Venceu    |        |